# Klášter Jarcy
Klášter Jarcy či Gercy býval augustiniánský klášter založený roku 1260 Janou z Toulouse u dnešního Varennes-Jarcy ve francouzském departementu Essonne. Během své existence gotický konvent prošel mnoha proměnami. Z opatství zasvěceného řádu sv. Augustina se stalo roku 1515 opatství benediktinské. Roku 1652 byl klášter značně poničen a vyrabován. Vitráže a část zakladatelčina náhrobku jsou uloženy v Musée national du Moyen Âge v Paříži.